# Ладдингтон, Камилла
Камилла Анна Ладдингтон (англ. Camilla Anne Luddington; род. 15 декабря 1983) — британская актриса, известная по роли Кейт Миддлтон в телефильме «Уильям и Кейт», и доктора Джо Уилсон в сериале «Анатомия страсти».

## Биография
Ладдингтон родом из Беркшир и получила образование в школе для девочек в Аскот, графство Беркшир. Затем она посещала американскую школу в Англии в Торп в графстве Суррей. После этого завершает своё образование в Оксфорде и переезжает в США. Обучалась в Нью-Йоркской киноакадемии.
Ладдингтон получила известность благодаря роли в телефильме «William & Kate». В феврале 2011 года газета Daily Mail написала, что она «будет на пути к славе и богатству после того как сыграет Кейт Миддлтон в фильме про королевскую свадьбу». Однако The Daily Telegraph опубликовала опасения других актёров что «королевская роль не может быть большим шагом в карьере». Ладдингтон вскоре присоединилась к актёрскому составу сериала Californication канала Showtime в пятом сезоне, сыграв няню Лиззи. Она также присоединилась к актёрскому составу пятого сезона вампирской драмы «Настоящая кровь» канала HBO, сыграв Клодетт. 26 июня 2012 года Crystal Dynamics подтвердила, что Ладдингтон будет озвучивать Лару Крофт в игре, Tomb Raider. Она также послужила одним из прообразов героини, с неё также скопировали часть характерных жестов.
В июле 2012 года Ладдингтон получила второстепенную роль интерна Джо Уилсон в сериале Шонды Раймс «Анатомия страсти». Персонаж Ладдингтон был одним из пяти новых интернов в девятом сезоне сериала, а роли других сыграли Тина Мажорино, Джеррика Хинтон, Гай Чарльз и Тесса Феррер. После появления почти в каждом из эпизодов сезона, Ладдингтон, вместе с тремя другими актёрами, была повышена до регулярного состава начиная с десятого сезона.

## Личная жизнь
С 17 августа 2019 года Ладдингтон замужем за актёром Мэттью Аланом. У супругов двое детей — дочь Хейден Алан (род. 9 марта 2017) и сын Лукас Мэттью Алан (род. август 2020).

## Фильмография
| Год          |     | Русское название                    | Оригинальное название                                  | Роль                   |
| ------------ | --- | ----------------------------------- | ------------------------------------------------------ | ---------------------- |
| 2007         | ф   |                                     | A Couple of White Chicks at the Hairdresser            | Портье                 |
| 2009         | ф   |                                     | Behaving Badly                                         | Стюардесса             |
| 2009         | тф  |                                     | Serving Time                                           | Нахальный гость №2     |
| 2010         | с   | Забытые                             | The Forgotten                                          | Джейн Доу / Эмма Кларк |
| 2010         | кор |                                     | Pride and Prejudice and Zombies: Dawn of the Dreadfuls | Джейн Беннет           |
| 2010         | с   | C.S.I.: Место преступления          | CSI: Crime Scene Investigation                         | Клэр                   |
| 2010         | с   | Дни нашей жизни                     | Days of our Lives                                      | Тиффани                |
| 2010         | с   | Биг Тайм Раш                        | Big Time Rush                                          | Клэр                   |
| 2011         | с   | Секс по дружбе                      | Friends with Benefits                                  | Девушка                |
| 2010         | кор |                                     | The Filming of Shakey Willis                           | Брук                   |
| 2011         | с   | Фишки. Деньги. Адвокаты             | The Defenders                                          | Талия                  |
| 2011         | тф  | Случайно в любви                    | Accidentally in Love                                   | Сандра                 |
| 2011         | тф  | Уильям и Кейт                       | William & Kate                                         | Кэтрин Миддлтон        |
| 2012         | с   | Блудливая Калифорния                | Californication                                        | Лиззи                  |
| 2012         | с   | Настоящая кровь                     | True Blood                                             | Клодетт Крейн          |
| 2012 — н. в. | с   | Анатомия страсти                    | Grey's Anatomy                                         | Джо                    |
| 2013         | ки  | Расхитительница гробниц             | Tomb Raider                                            | Лара Крофт             |
| 2014         | ф   | Пакт 2                              | The Pact 2                                             | Джун                   |
| 2015         | ки  | Восхождение Расхитительницы гробниц | Rise of the Tomb Raider                                | Лара Крофт             |
| 2018         | ки  | Тень Расхитительницы гробниц        | Shadow of the Tomb Raider                              | Лара Крофт             |